# 新耶路撒冷詠禮會
新耶路撒冷詠禮會（英語：Canons Regular of the New Jerusalem）是天主教會一個遵行《聖奧斯定會規》的修會，會院設於美國西維珍尼亞州查爾斯鎮。

## 簡介
新耶路撒冷詠禮會於2002年6月22日由當時的拉克羅斯教區首牧雷蒙·良·柏克主教和達尼爾·奧斯定·奧本海默神父共同創立。
會院先前設於密蘇里州切斯特菲爾德市，其後搬遷到西維珍尼亞州查爾斯鎮。
該修會的一個特點是他們致力保存梵蒂岡第二屆大公會議前所遺傳的傳統拉丁文彌撒，此外，他們是一個遵行《聖奧斯定會規》的修會。

## 外部連結
- 官方網站